# Nachtmanderscheid
Nachtmanderscheid (en luxemburguès: Nuechtmanescht; en alemany: Nachtmanderscheid) és una vila de la comuna de Putscheid situada al districte de Diekirch del cantó de Vianden. Està a uns 37 km de distància de la ciutat de Luxemburg.